# Хугаев, Таймураз Григорьевич
Таймура́з Григо́рьевич Хуга́ев (осет. Хуыгаты Григорийы фырт Таймураз; род. 31 июля 1974, Цхинвали) — Генеральный прокурор Республики Южная Осетия с 23 февраля 2003 года. Государственный советник юстиции 2 класса. Президент республиканского фонда «Август». Председатель физкультурно-спортивного общества «Динамо».

## Биография
Родился 31 июля 1974 года в г. Цхинвали Юго-Осетинской автономной области. В 1996 году окончил юридический факультет Северо-Осетинского государственного университета. С отличием окончил Российскую Академию Государственной службы (РАГС) при Президенте Российской Федерации.
Став дипломированным специалистом, начал свою трудовую деятельность в Управлении Министерства Юстиции Российской Федерации по РСО-Алания в должности главного специалиста отдела законодательства.
С 2000 по 2003 г. преподавал на юридическом факультете Государственного Горского Аграрного Университета.
В 2003 году Постановлением Парламента Республики Южная Осетия назначен на должность Генерального прокурора Республики Южная Осетия. В 2008 г. Постановлением Парламента Республики Южная Осетия назначен Генеральным прокурором Южной Осетии на следующий пятилетний срок.
20 марта 2012 года обратился в Парламент Республики Южная Осетия с просьбой о добровольной отставке с поста Генерального прокурора. 21 марта 2012 года Парламент Республики Южная Осетия принял отставку Хугаева Таймураза с поста Генерального прокурора.

## Награды

### Государственные награды
- Орден Дружбы (Южная Осетия) — за большой личный вклад в развитие отношений дружбы между народами и заслуги в укреплении законности и правопорядка на территории Республики Южная Осетия.
- Орден Дружбы (1 сентября 2011 года, Россия) — за большой вклад в развитие российско-югоосетинских отношений[1].
- Медаль «За трудовую доблесть» (15 июня 2009 года, ПМР) — за многолетнюю трудовую деятельность и проявленную при этом доблесть.
- Медаль «Участнику миротворческой операции в Приднестровье» (4 июля 2008 года, ПМР).
- Награждён именным оружием.

### Ведомственные награды
- Приказом Председателя Следственного Комитета Российской Федерации награждён медалью Следственного Комитета Российской Федерации «За содействие».
- Приказом Председателя Следственного Комитета Российской Федерации награждён знаком отличия «За участие в противодействии агрессии в Южной Осетии».
- Приказом МВД Республики Беларусь от 20 августа 2008 года награждён нагрудным знаком Департамента охраны МВД Республики Беларусь «За Адзнаку».
- Награждён также рядом ведомственных и общественных наград

## Семья
Женат. Воспитывает дочь и двоих сыновей